# Panunggangan Barat
Panunggangan Barat is een bestuurslaag in het regentschap Tangerang van de provincie Banten, Indonesië. Panunggangan Barat telt 22.956 inwoners (volkstelling 2010).